# Francesc Serra i Mestres
Francesc Serra i Mestres (Sabadell, 1940) és un físic català.

## Biografia
Es doctorà en ciències físiques a les universitats de Tolosa de Llenguadoc i Barcelona. Després treballà com a professor d'electrònica a la Universitat Politècnica de Catalunya, a la Universitat de Barcelona i a la Universitat Autònoma de Barcelona, on actualment és catedràtic emèrit.
Del 1987 a 2008 fou Director del Centre Nacional de Microelectrònica (CSIC) i del 1998 a 2001 fou el primer director de l'Escola d'Enginyeria de la Universitat Autònoma de Barcelona. Des de 1994 és membre de la Reial Acadèmia de Ciències i Arts de Barcelona i des de 1990 és membre de l'Institut d'Estudis Catalans.
Ha dut a terme la seva tasca investigadora en el camp de la instrumentació electromèdica a diferents empreses i en la física i la tecnologia dels dispositius electrònics semiconductors. En el terreny dels semiconductors i la microelectrònica, ha treballat en diversos departaments universitaris i en el Centre Nacional de Microelectrònica del CSIC.
El 1989 li fou atorgada la Medalla Narcís Monturiol al mèrit científic i tecnològic de la Generalitat de Catalunya i el 1998 el Premi de la Fundació Catalana per a la Recerca. El 1997 també fou nomenat Oficial de l'Orde de la Palmes Acadèmiques de la República Francesa.
El 2011 ha donat suport a les Consultes sobre la independència de Catalunya.

## Obres
- Evolució i límits de la microelectrònica (1994)
- Reports de la recerca a Catalunya: tecnologies de la informació i de les comunicacions (en col·laboració.